# Sébastien Loeb
Sébastien Loeb (pronunție în franceză [sebastjɛ̃ lœb]; n. 26 februarie 1974) este un pilot francez de raliuri și curse. El a evoluat pentru Citroën World Rally Echipa în Campionatul Mondial de Raliuri (WRC) și e cel mai de succes pilot din istoria WRC, câștigând campionatul mondial de un număr record de nouă ori consecutiv. El deține o serie de alte câteva recorduri WRC, printre care cele mai multe victorii, cele mai multe finișuri pe podium și cele mai multe puncte.

## Victorii
| World Rally Championship victories (78) | World Rally Championship victories (78)  | World Rally Championship victories (78) | World Rally Championship victories (78) | World Rally Championship victories (78) |
| #                                       | Raliu                                    | Sezon                                   | Co-pilot                                | Bolid                                   |
| --------------------------------------- | ---------------------------------------- | --------------------------------------- | --------------------------------------- | --------------------------------------- |
| 1                                       | 21. ADAC Rallye Deutschland              | 2002                                    | Daniel Elena                            | Citroën Xsara WRC                       |
| 2                                       | 71ème Rallye Automobile Monte-Carlo      | 2003                                    | Daniel Elena                            | Citroën Xsara WRC                       |
| 3                                       | 22. ADAC Rallye Deutschland              | 2003                                    | Daniel Elena                            | Citroën Xsara WRC                       |
| 4                                       | 45º Rallye Sanremo – Rallye d'Italia     | 2003                                    | Daniel Elena                            | Citroën Xsara WRC                       |
| 5                                       | 72ème Rallye Automobile Monte-Carlo      | 2004                                    | Daniel Elena                            | Citroën Xsara WRC                       |
| 6                                       | 53rd Uddeholm Swedish Rally              | 2004                                    | Daniel Elena                            | Citroën Xsara WRC                       |
| 7                                       | 32nd Cyprus Rally                        | 2004                                    | Daniel Elena                            | Citroën Xsara WRC                       |
| 8                                       | 5th Rally of Turkey                      | 2004                                    | Daniel Elena                            | Citroën Xsara WRC                       |
| 9                                       | 23. OMV ADAC Rallye Deutschland          | 2004                                    | Daniel Elena                            | Citroën Xsara WRC                       |
| 10                                      | 17th Telstra Rally Australia             | 2004                                    | Daniel Elena                            | Citroën Xsara WRC                       |
| 11                                      | 73ème Rallye Automobile Monte-Carlo      | 2005                                    | Daniel Elena                            | Citroën Xsara WRC                       |
| 12                                      | 35th Propecia Rally New Zealand          | 2005                                    | Daniel Elena                            | Citroën Xsara WRC                       |
| 13                                      | 2º Supermag Rally Italia Sardinia        | 2005                                    | Daniel Elena                            | Citroën Xsara WRC                       |
| 14                                      | 33rd Cyprus Rally                        | 2005                                    | Daniel Elena                            | Citroën Xsara WRC                       |
| 15                                      | 6th Rally of Turkey                      | 2005                                    | Daniel Elena                            | Citroën Xsara WRC                       |
| 16                                      | 52nd Acropolis Rally                     | 2005                                    | Daniel Elena                            | Citroën Xsara WRC                       |
| 17                                      | 25º Rally Argentina                      | 2005                                    | Daniel Elena                            | Citroën Xsara WRC                       |
| 18                                      | 24. OMV ADAC Rallye Deutschland          | 2005                                    | Daniel Elena                            | Citroën Xsara WRC                       |
| 19                                      | 49ème Tour de Corse – Rallye de France   | 2005                                    | Daniel Elena                            | Citroën Xsara WRC                       |
| 20                                      | 41º Rally RACC Catalunya – Costa Daurada | 2005                                    | Daniel Elena                            | Citroën Xsara WRC                       |
| 21                                      | 20º Corona Rally México                  | 2006                                    | Daniel Elena                            | Citroën Xsara WRC                       |
| 22                                      | 42º Rally RACC Catalunya – Costa Daurada | 2006                                    | Daniel Elena                            | Citroën Xsara WRC                       |
| 23                                      | 50ème Tour de Corse – Rallye de France   | 2006                                    | Daniel Elena                            | Citroën Xsara WRC                       |
| 24                                      | 26º Rally Argentina                      | 2006                                    | Daniel Elena                            | Citroën Xsara WRC                       |
| 25                                      | 3º Rally d'Italia Sardegna               | 2006                                    | Daniel Elena                            | Citroën Xsara WRC                       |
| 26                                      | 25. OMV ADAC Rallye Deutschland          | 2006                                    | Daniel Elena                            | Citroën Xsara WRC                       |
| 27                                      | 6th Rally Japan                          | 2006                                    | Daniel Elena                            | Citroën Xsara WRC                       |
| 28                                      | 34th Cyprus Rally                        | 2006                                    | Daniel Elena                            | Citroën Xsara WRC                       |
| 29                                      | 75ème Rallye Automobile Monte-Carlo      | 2007                                    | Daniel Elena                            | Citroën C4 WRC                          |
| 30                                      | 21º Corona Rally México                  | 2007                                    | Daniel Elena                            | Citroën C4 WRC                          |
| 31                                      | 41º Vodafone Rally de Portugal           | 2007                                    | Daniel Elena                            | Citroën C4 WRC                          |
| 32                                      | 27º Rally Argentina                      | 2007                                    | Daniel Elena                            | Citroën C4 WRC                          |
| 33                                      | 26. ADAC Rallye Deutschland              | 2007                                    | Daniel Elena                            | Citroën C4 WRC                          |
| 34                                      | 43º Rally RACC Catalunya – Costa Daurada | 2007                                    | Daniel Elena                            | Citroën C4 WRC                          |
| 35                                      | 51ème Tour de Corse – Rallye de France   | 2007                                    | Daniel Elena                            | Citroën C4 WRC                          |
| 36                                      | 3rd Rally Ireland                        | 2007                                    | Daniel Elena                            | Citroën C4 WRC                          |
| 37                                      | 76ème Rallye Automobile Monte-Carlo      | 2008                                    | Daniel Elena                            | Citroën C4 WRC                          |
| 38                                      | 22º Corona Rally México                  | 2008                                    | Daniel Elena                            | Citroën C4 WRC                          |
| 39                                      | 28º Rally Argentina                      | 2008                                    | Daniel Elena                            | Citroën C4 WRC                          |
| 40                                      | 5º Rallye d'Italia Sardegna              | 2008                                    | Daniel Elena                            | Citroën C4 WRC                          |
| 41                                      | 55th BP Ultimate Acropolis Rally         | 2008                                    | Daniel Elena                            | Citroën C4 WRC                          |
| 42                                      | 58th Neste Oil Rally Finland             | 2008                                    | Daniel Elena                            | Citroën C4 WRC                          |
| 43                                      | 27. ADAC Rallye Deutschland              | 2008                                    | Daniel Elena                            | Citroën C4 WRC                          |
| 44                                      | 38th Repco Rally New Zealand             | 2008                                    | Daniel Elena                            | Citroën C4 WRC                          |
| 45                                      | 44º Rally RACC Catalunya – Costa Daurada | 2008                                    | Daniel Elena                            | Citroën C4 WRC                          |
| 46                                      | 52ème Tour de Corse – Rallye de France   | 2008                                    | Daniel Elena                            | Citroën C4 WRC                          |
| 47                                      | 64th Wales Rally GB                      | 2008                                    | Daniel Elena                            | Citroën C4 WRC                          |
| 48                                      | 4th Rally Ireland                        | 2009                                    | Daniel Elena                            | Citroën C4 WRC                          |
| 49                                      | 23rd Rally Norway                        | 2009                                    | Daniel Elena                            | Citroën C4 WRC                          |
| 50                                      | 37th FxPro Cyprus Rally                  | 2009                                    | Daniel Elena                            | Citroën C4 WRC                          |
| 51                                      | 43º Vodafone Rally de Portugal           | 2009                                    | Daniel Elena                            | Citroën C4 WRC                          |
| 52                                      | 29º Rally Argentina                      | 2009                                    | Daniel Elena                            | Citroën C4 WRC                          |
| 53                                      | 45º Rally RACC Catalunya – Costa Daurada | 2009                                    | Daniel Elena                            | Citroën C4 WRC                          |
| 54                                      | 65th Rally of Great Britain              | 2009                                    | Daniel Elena                            | Citroën C4 WRC                          |
| 55                                      | 24º Corona Rally México                  | 2010                                    | Daniel Elena                            | Citroën C4 WRC                          |
| 56                                      | 28th Jordan Rally                        | 2010                                    | Daniel Elena                            | Citroën C4 WRC                          |
| 57                                      | 10th Rally of Turkey                     | 2010                                    | Daniel Elena                            | Citroën C4 WRC                          |
| 58                                      | 41st Rally Bulgaria                      | 2010                                    | Daniel Elena                            | Citroën C4 WRC                          |
| 59                                      | 28. ADAC Rallye Deutschland              | 2010                                    | Daniel Elena                            | Citroën C4 WRC                          |
| 60                                      | Rallye de France - Alsace 2010           | 2010                                    | Daniel Elena                            | Citroën C4 WRC                          |
| 61                                      | 46º Rally RACC Catalunya – Costa Daurada | 2010                                    | Daniel Elena                            | Citroën C4 WRC                          |
| 62                                      | 66th Wales Rally GB                      | 2010                                    | Daniel Elena                            | Citroën C4 WRC                          |
| 63                                      | 25° Rally Guanajuato México              | 2011                                    | Daniel Elena                            | Citroën DS3 WRC                         |
| 64                                      | 8° Rally d'Italia Sardegna               | 2011                                    | Daniel Elena                            | Citroën DS3 WRC                         |
| 65                                      | 31º Rally Argentina                      | 2011                                    | Daniel Elena                            | Citroën DS3 WRC                         |
| 66                                      | 61st Neste Oil Rally Finland             | 2011                                    | Daniel Elena                            | Citroën DS3 WRC                         |
| 67                                      | 47º Rally RACC Catalunya – Costa Daurada | 2011                                    | Daniel Elena                            | Citroën DS3 WRC                         |
| 68                                      | 80ème Rallye Automobile Monte-Carlo      | 2012                                    | Daniel Elena                            | Citroën DS3 WRC                         |
| 69                                      | 26° Rally Guanajuato México              | 2012                                    | Daniel Elena                            | Citroën DS3 WRC                         |
| 70                                      | 32° Philips Rally Argentina              | 2012                                    | Daniel Elena                            | Citroën DS3 WRC                         |
| 71                                      | 58th Acropolis Rally                     | 2012                                    | Daniel Elena                            | Citroën DS3 WRC                         |
| 72                                      | 42nd Brother Rally New Zealand           | 2012                                    | Daniel Elena                            | Citroën DS3 WRC                         |
| 73                                      | 62nd Neste Oil Rally Finland             | 2012                                    | Daniel Elena                            | Citroën DS3 WRC                         |
| 74                                      | 30. ADAC Rallye Deutschland              | 2012                                    | Daniel Elena                            | Citroën DS3 WRC                         |
| 75                                      | Rallye de France — Alsace 2012           | 2012                                    | Daniel Elena                            | Citroën DS3 WRC                         |
| 76                                      | 48º Rally RACC Catalunya – Costa Daurada | 2012                                    | Daniel Elena                            | Citroën DS3 WRC                         |
| 77                                      | 81ème Rallye Automobile Monte-Carlo      | 2013                                    | Daniel Elena                            | Citroën DS3 WRC                         |
| 78                                      | 33º Philips LED Rally Argentina          | 2013                                    | Daniel Elena                            | Citroën DS3 WRC                         |
- Loeb a câștigat provizoriu Raliul Monte Carlo în 2002, dar mai târziu a fost penalizat cu două minute pentru un schimb neregulamentar de pneuri și a fost decăzut pe poziția secundă.
- De asemenea Loeb a câștigat provizoriu Raliul Australiei 2009, dar a fost penalizat cu un minut căzând pe locul doi, căci bolidul său a fost echipat cu detalii non-reglementare.[3]
- Loeb câștigă Rallye Deutschland 2010, asta fiind cea de-a 8-a victorie a sa consecutivă aici, bătând recordul pentru victorii consecutive la o cursă WRC. El a fost unicul pilot ce câștiga acest raliu de la introducerea lui în calendarul WRC în 2002, până în 2011, când a terminat al doilea, în spatele lui Sébastien Ogier.
- Loeb e primul pilot de raliu non-nordic, care câștigă Rally Sweden (în 2004).

## Rezultate în WRC
| An   | Entrant                     | Bolid                  | 1      | 2       | 3       | 4       | 5       | 6       | 7       | 8     | 9       | 10     | 11      | 12      | 13      | 14      | 15      | 16      | WDC  | Puncte |
| ---- | --------------------------- | ---------------------- | ------ | ------- | ------- | ------- | ------- | ------- | ------- | ----- | ------- | ------ | ------- | ------- | ------- | ------- | ------- | ------- | ---- | ------ |
| 1999 | Equipe de France FFSA       | Citroën Saxo Kit Bolid | MON    | SWE     | KEN     | POR     | ESP Ret | FRA 19  | ARG     | GRE   | NZL     | FIN    | CHN     | ITA 21  | AUS     | GBR     |         |         | NC   | 0      |
| 2000 | Sébastien Loeb              | Citroën Saxo Kit Bolid | MON    | SWE     | KEN     | POR     | ESP     | ARG     | GRE     | NZL   | FIN Ret | CYP    |         |         |         | GBR 38  |         |         | NC   | 0      |
| 2000 | Equipe de France FFSA       | Toyota Corolla WRC     |        |         |         |         |         |         |         |       |         |        | FRA 9   | ITA 10  | AUS     |         |         |         | NC   | 0      |
| 2001 | Sébastien Loeb              | Citroën Saxo Kit Bolid | MON 15 | SWE Ret | POR     |         |         |         |         |       |         |        |         |         |         |         |         |         | 14th | 6      |
| 2001 | Sébastien Loeb              | Citroën Saxo VTS S1600 |        |         |         | ESP 15  | ARG     | CYP     | GRE 19  | KEN   | FIN 28  | NZL    |         | FRA 13  | AUS     | GBR 15  |         |         | 14th | 6      |
| 2001 | Automobiles Citroën         | Citroën Xsara WRC      |        |         |         |         |         |         |         |       |         |        | ITA 2   |         |         |         |         |         | 14th | 6      |
| 2002 | Automobiles Citroën         | Citroën Xsara WRC      | MON 2  | SWE 17  | FRA     | ESP Ret | CYP     | ARG     | GRE 7   | KEN 5 | FIN 10  | GER 1  | ITA     | NZL     |         | GBR Ret |         |         | 10th | 18     |
| 2002 | Piedrafita Sport            | Citroën Xsara WRC      |        |         |         |         |         |         |         |       |         |        |         |         | AUS 7   |         |         |         | 10th | 18     |
| 2003 | Citroën Total               | Citroën Xsara WRC      | MON 1  | SWE 7   | TUR Ret | NZL 4   | ARG Ret | GRE Ret | CYP 3   | GER 1 | FIN 5   | AUS 2  | ITA 1   | FRA 13  | ESP 2   | GBR 2   |         |         | 2nd  | 71     |
| 2004 | Citroën Total               | Citroën Xsara WRC      | MON 1  | SWE 1   | MEX Ret | NZL 4   | CYP 1   | GRE 2   | TUR 1   | ARG 2 | FIN 4   | GER 1  | JPN 2   | GBR 2   | ITA 2   | FRA 2   | ESP Ret | AUS 1   | 1st  | 118    |
| 2005 | Citroën Total               | Citroën Xsara WRC      | MON 1  | SWE Ret | MEX 4   | NZL 1   | ITA 1   | CYP 1   | TUR 1   | GRE 1 | ARG 1   | FIN 2  | GER 1   | GBR 3   | JPN 2   | FRA 1   | ESP 1   | AUS Ret | 1st  | 127    |
| 2006 | Kronos Total Citroën WRT    | Citroën Xsara WRC      | MON 2  | SWE 2   | MEX 1   | ESP 1   | FRA 1   | ARG 1   | ITA 1   | GRE 2 | GER 1   | FIN 2  | JPN 1   | CYP 1   | TUR     | AUS     | NZL     | GBR     | 1st  | 112    |
| 2007 | Citroën Total WRT           | Citroën C4 WRC         | MON 1  | SWE 2   | NOR 14  | MEX 1   | POR 1   | ARG 1   | ITA Ret | GRE 2 | FIN 3   | GER 1  | NZL 2   | ESP 1   | FRA 1   | JPN Ret | IRE 1   | GBR 3   | 1st  | 116    |
| 2008 | Citroën Total WRT           | Citroën C4 WRC         | MON 1  | SWE Ret | MEX 1   | ARG 1   | JOR 10  | ITA 1   | GRE 1   | TUR 3 | FIN 1   | GER 1  | NZL 1   | ESP 1   | FRA 1   | JPN 3   | GBR 1   |         | 1st  | 122    |
| 2009 | Citroën Total WRT           | Citroën C4 WRC         | IRE 1  | NOR 1   | CYP 1   | POR 1   | ARG 1   | ITA 4   | GRE Ret | POL 7 | FIN 2   | AUS 2  | ESP 1   | GBR 1   |         |         |         |         | 1st  | 93     |
| 2010 | Citroën Total WRT           | Citroën C4 WRC         | SWE 2  | MEX 1   | JOR 1   | TUR 1   | NZL 3   | POR 2   | BUL 1   | FIN 3 | GER 1   | JPN 5  | FRA 1   | ESP 1   | GBR 1   |         |         |         | 1st  | 276    |
| 2011 | Citroën Total WRT           | Citroën DS3 WRC        | SWE 6  | MEX 1   | POR 2   | JOR 3   | ITA 1   | ARG 1   | GRE 2   | FIN 1 | GER 2   | AUS 10 | FRA Ret | ESP 1   | GBR Ret |         |         |         | 1st  | 222    |
| 2012 | Citroën Total WRT           | Citroën DS3 WRC        | MON 1  | SWE 6   | MEX 1   | POR Ret | ARG 1   | GRE 1   | NZL 1   | FIN 1 | GER 1   | GBR 2  | FRA 1   | ITA Ret | ESP 1   |         |         |         | 1st  | 270    |
| 2013 | Citroën Total Abu Dhabi WRT | Citroen DS3 WRC        | MON 1  | SWE 2   | MEX     | POR     | ARG 1   | GRE     | ITA     | FIN   | GER     | AUS    | FRA     | ESP     | GBR     |         |         |         | 6th* | 68*    |

* Season in progress.

### Rezultate JWRC
| An   | Entrant        | Bolid                  | 1     | 2     | 3     | 4   | 5     | 6     | Pos. | Puncte |
| ---- | -------------- | ---------------------- | ----- | ----- | ----- | --- | ----- | ----- | ---- | ------ |
| 2001 | Sébastien Loeb | Citroën Saxo Kit Bolid | ESP 1 | GRE 1 |       |     |       |       | 1st  | 50     |
| 2001 | Sébastien Loeb | Citroën Saxo VTS S1600 |       |       | FIN 1 | ITA | FRA 1 | GBR 1 | 1st  | 50     |

## Racing record

### Complete 24 Hours of Le Mans results
| An   | Echipa          | Co-pilots                   | Bolid                                     | Clasa | Laps | Poz. | Clasa Pos. |
| ---- | --------------- | --------------------------- | ----------------------------------------- | ----- | ---- | ---- | ---------- |
| 2005 | Pescarolo Sport | Soheil Ayari Eric Hélary    | Pescarolo C60 Hybrid Judd GV5 5.0L V10    | LMP1  | 288  | DNF  | DNF        |
| 2006 | Pescarolo Sport | Eric Hélary Franck Montagny | Pescarolo C60 Hybrid Judd GV5 S2 5.0L V10 | LMP1  | 376  | 2nd  | 2nd        |

### FIA GT Series results
| An   | Clasa | Echipa                | Bolid   | 1        | 2         | 3         | 4         | 5          | 6        | 7        | 8          | 9      | 10     | 11     | 12     | Pos. | Puncte |
| ---- | ----- | --------------------- | ------- | -------- | --------- | --------- | --------- | ---------- | -------- | -------- | ---------- | ------ | ------ | ------ | ------ | ---- | ------ |
| 2013 | Pro   | Sébastien Loeb Racing | McLaren | NOG QR 1 | NOG CR 12 | ZOL QR 17 | ZOL CR 13 | ZAN QR Ret | ZAN QR 7 | SVK QR 1 | SVK CR Ret | NAV QR | NAV CR | BAK QR | BAK CR | 8th* | 30*    |

* Sezon în desfășurare.

### Rezultate la Supercupa Porsche
(key) (Races in bold indicate pole position) (Races in italics indicate fastest lap)
| An   | Echipa     | 1      | 2      | 3   | 4   | 5   | 6   | 7   | 8   | 9   | DC  | Puncte |
| ---- | ---------- | ------ | ------ | --- | --- | --- | --- | --- | --- | --- | --- | ------ |
| 2013 | Porsche AG | ESP 11 | MON 16 | GBR | GER | HUN | BEL | ITA | UAE | UAE | NC† | 0      |

† – As Loeb was a guest driver, he was ineligible to score Puncte.

## Galerie foto

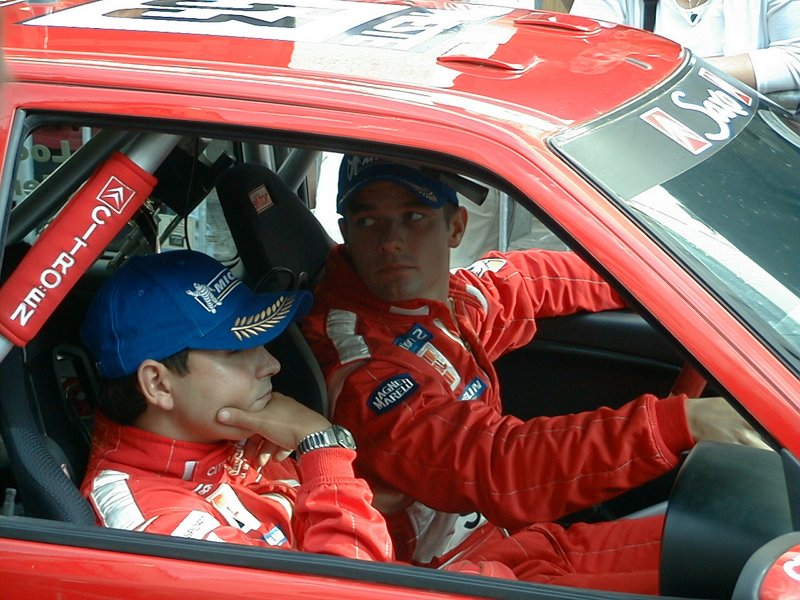
Loeb and Elena at the 2001 Rally Finland
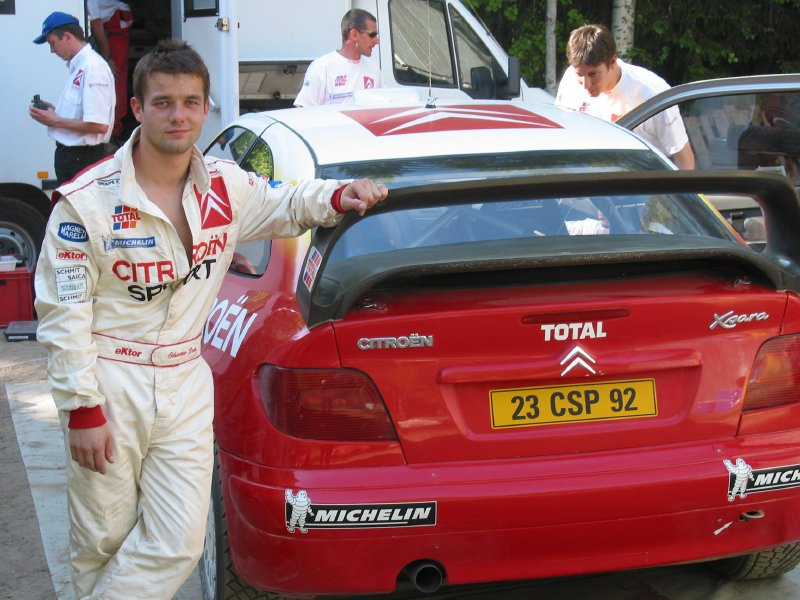
Loeb during Citroën's testing in Finland in May 2002
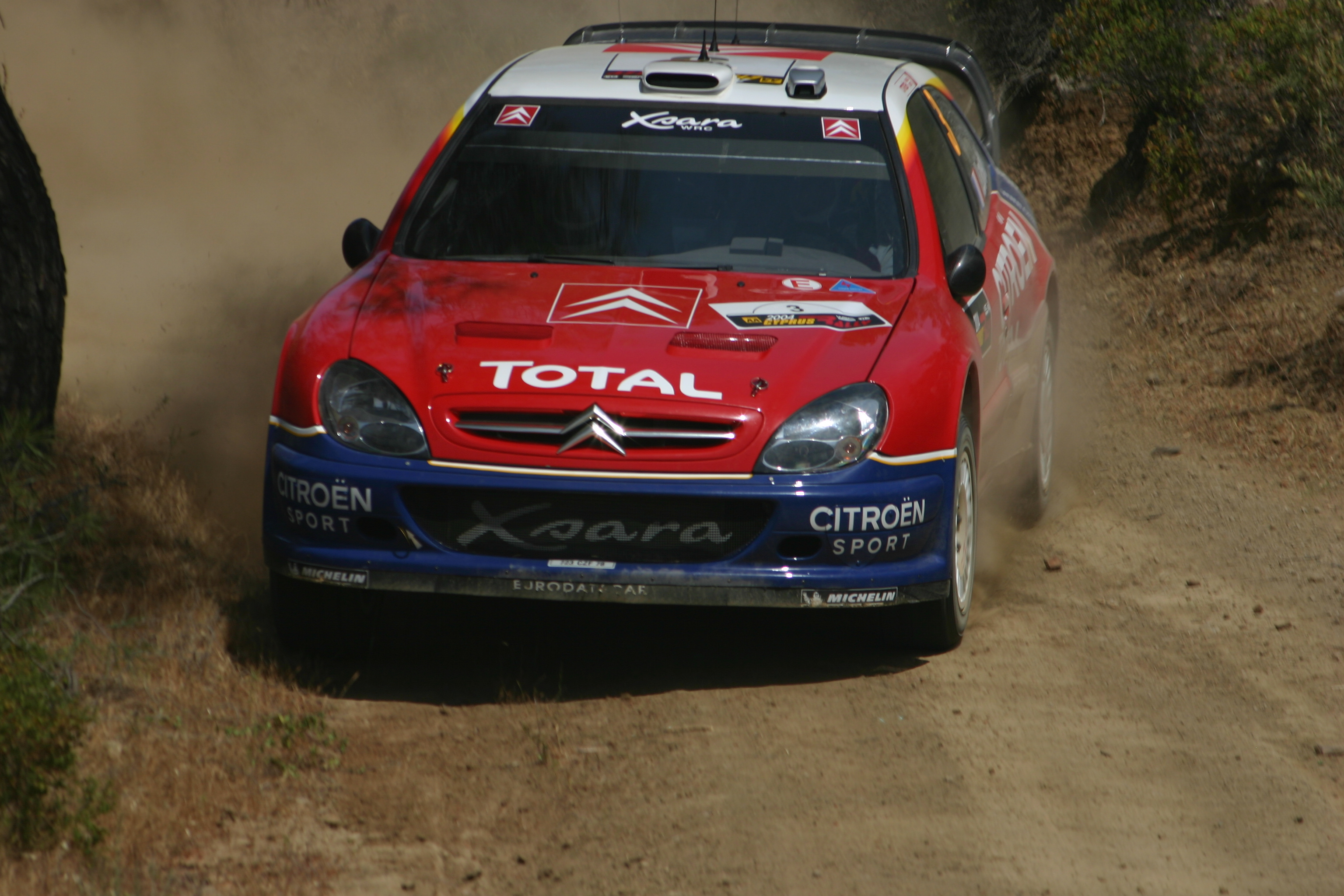
Loeb la 2004 Cyprus Rall]
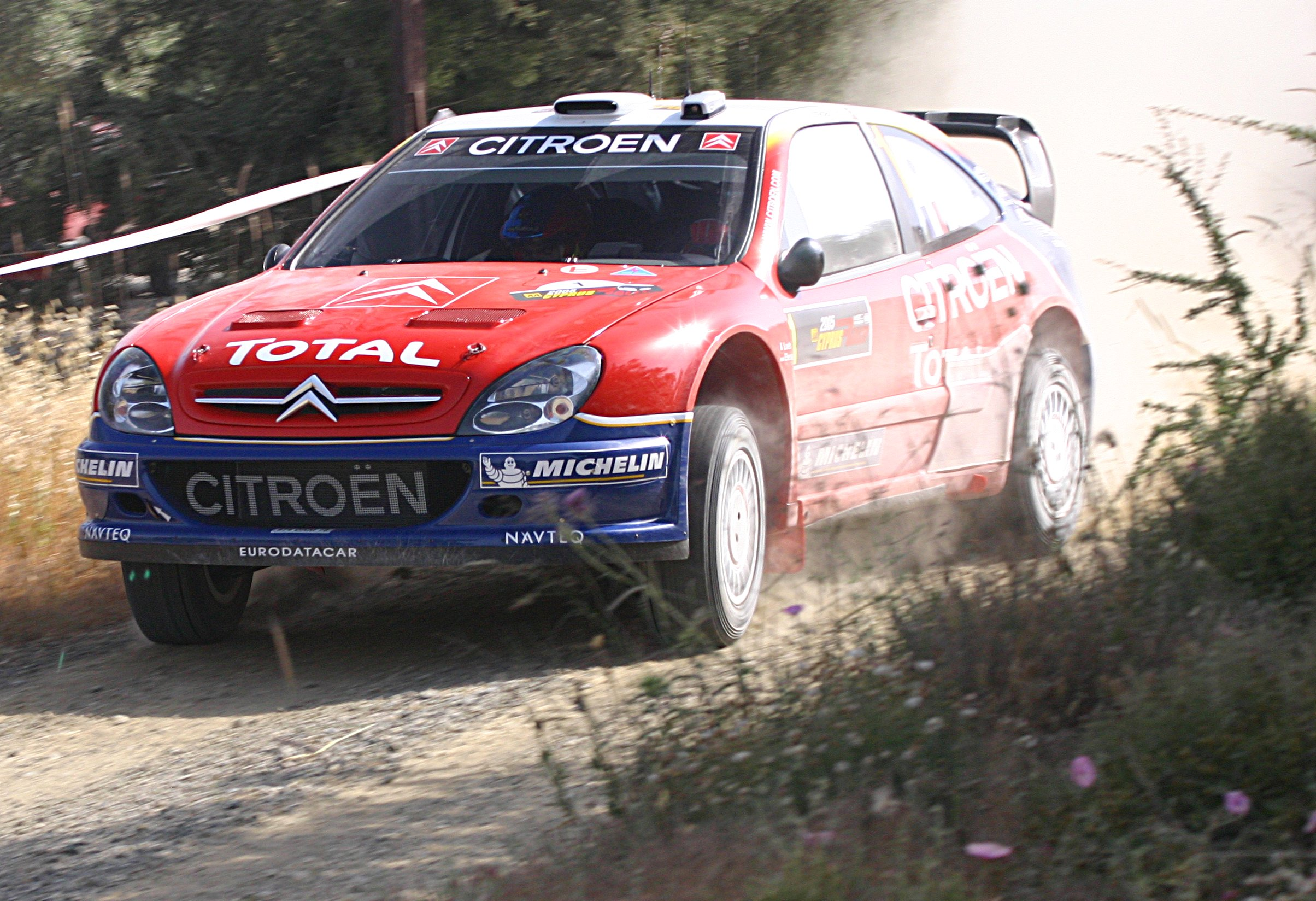
Loeb la 2005 Cyprus Rally
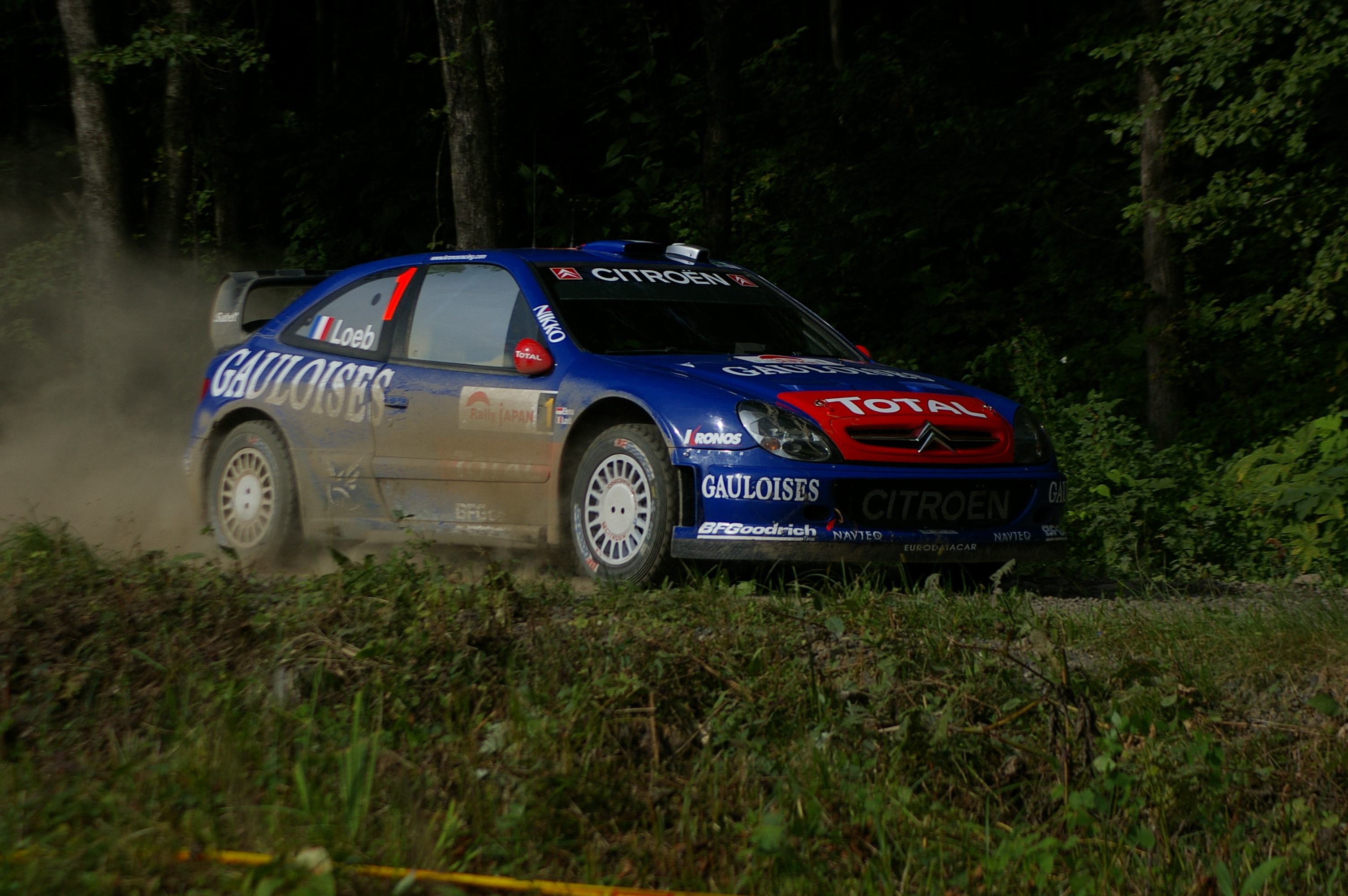
Loeb at the 2006 Rally Japan
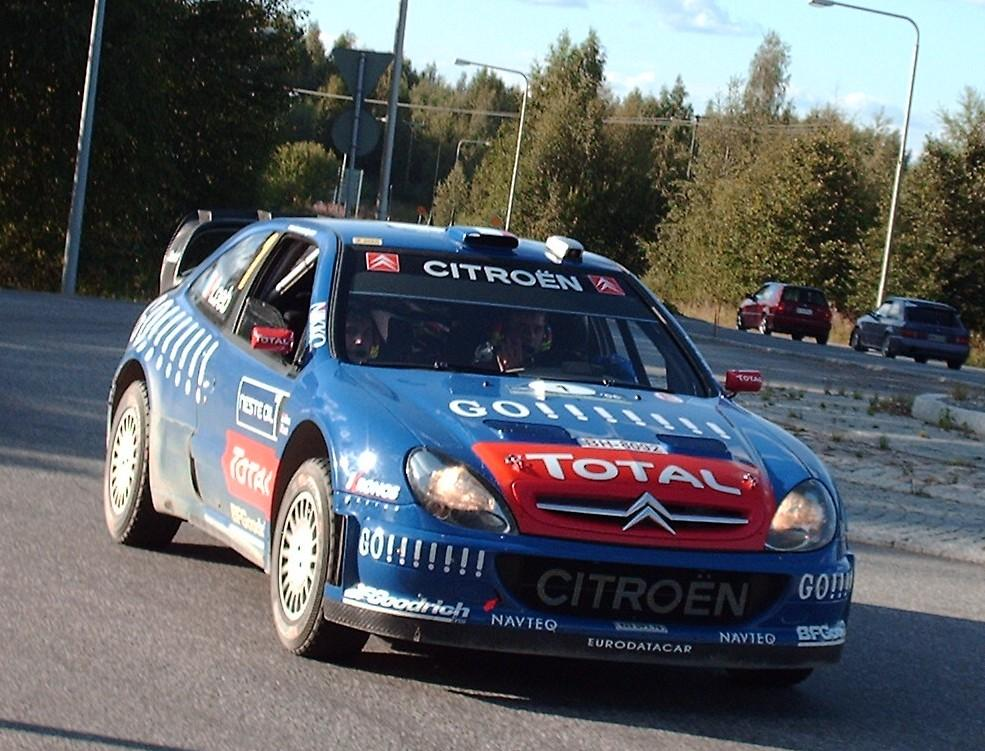
Loeb on a road section during the 2006 Rally Finland
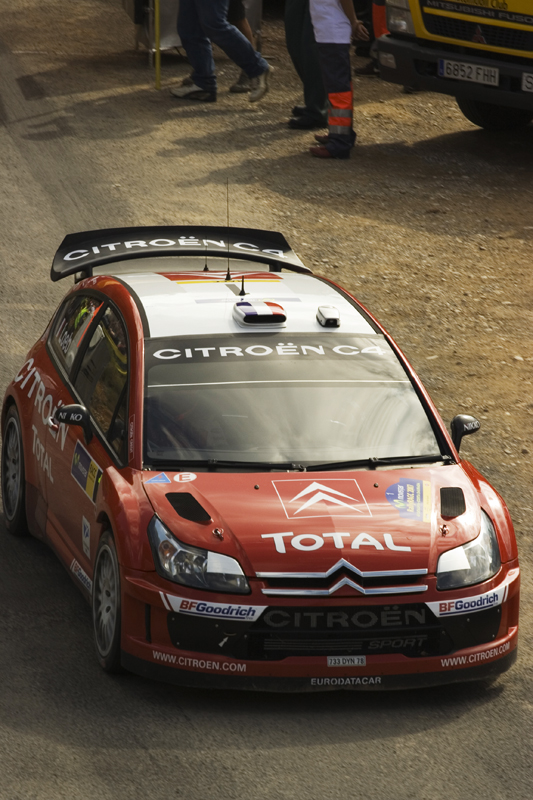
Loeb at the 2007 Rally Catalunya
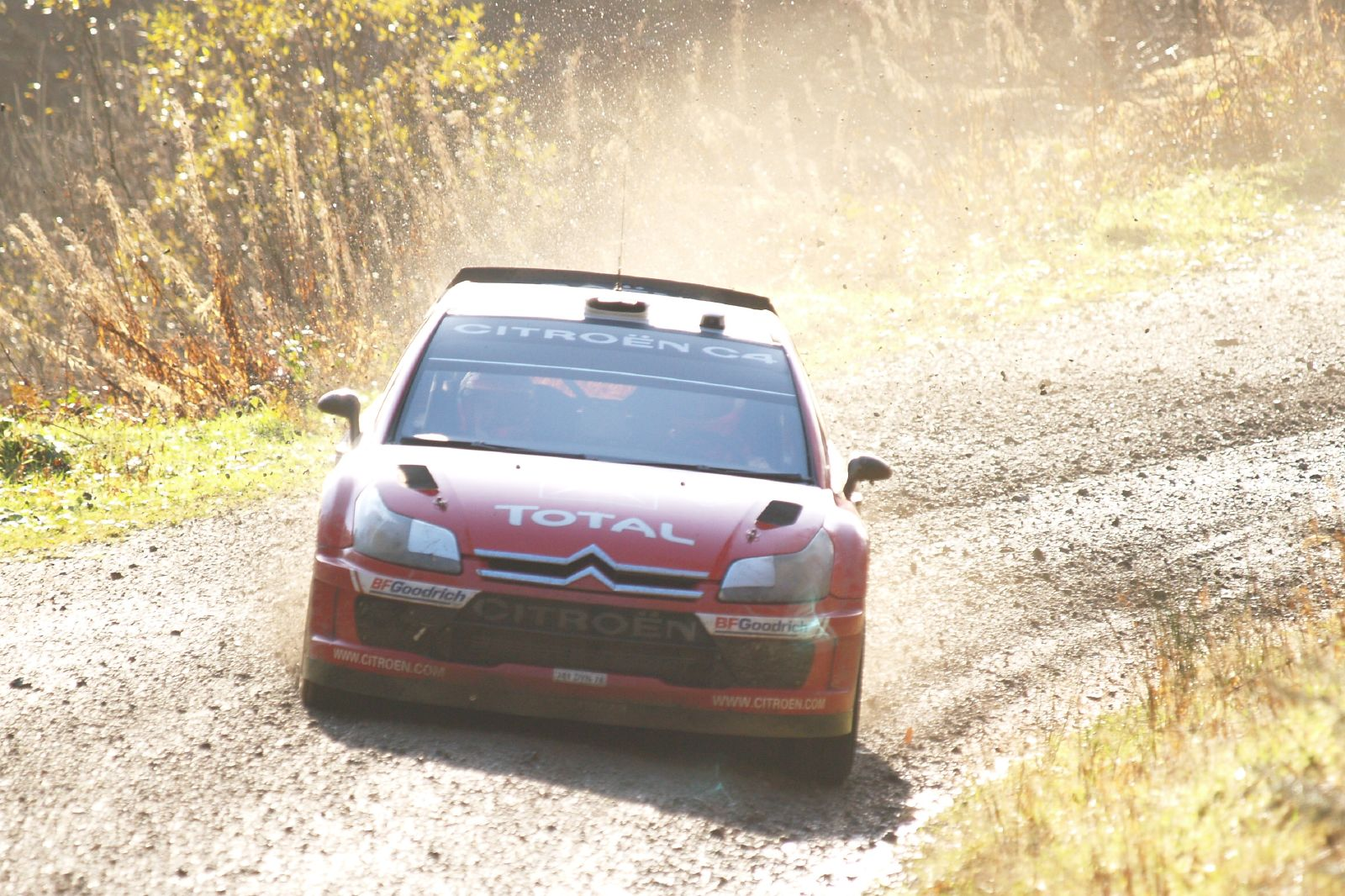
Loeb at the 2007 Wales Rally GB
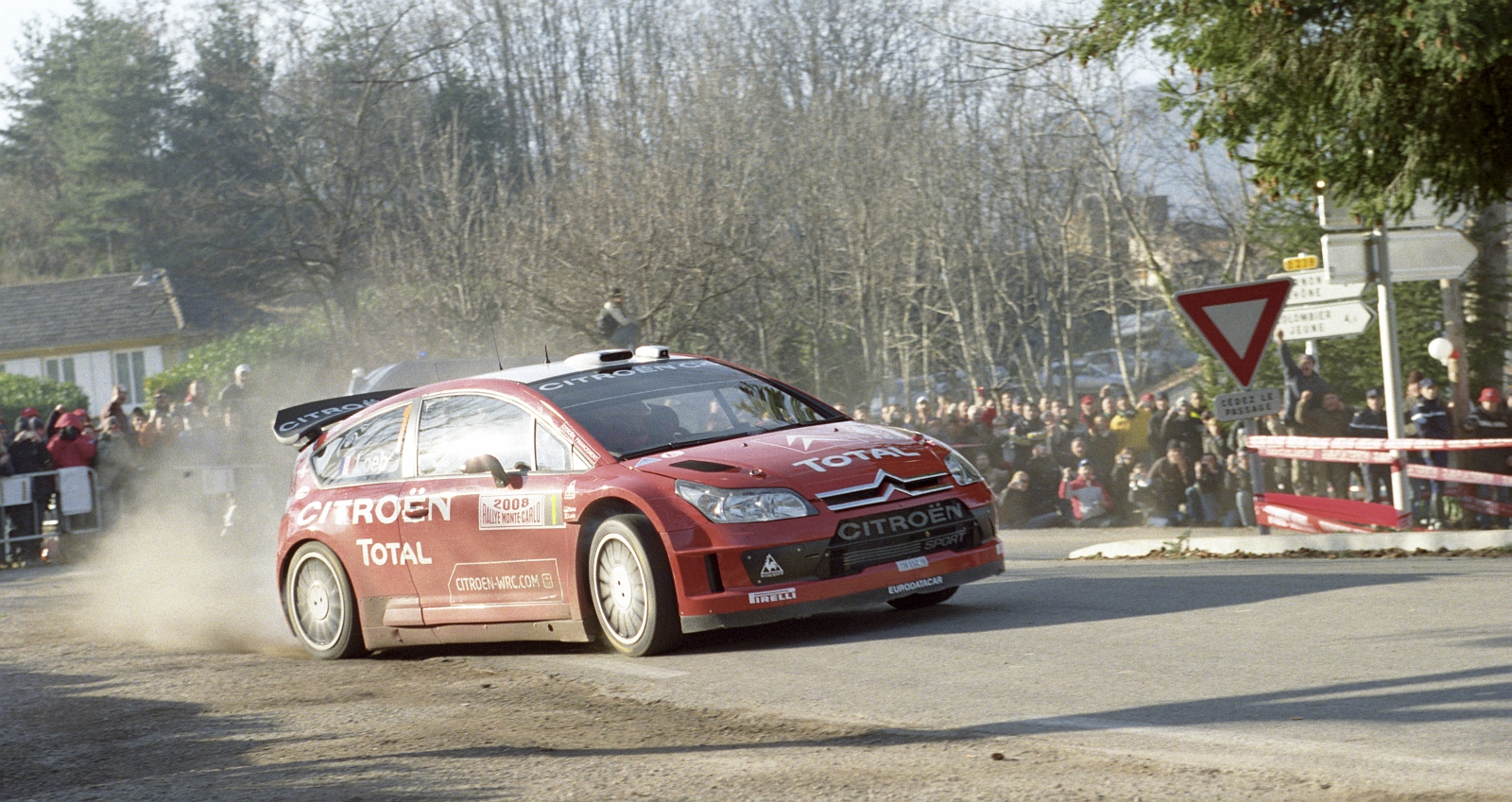
Loeb with his C4 WRC at the 2008 Monte Carlo Rally
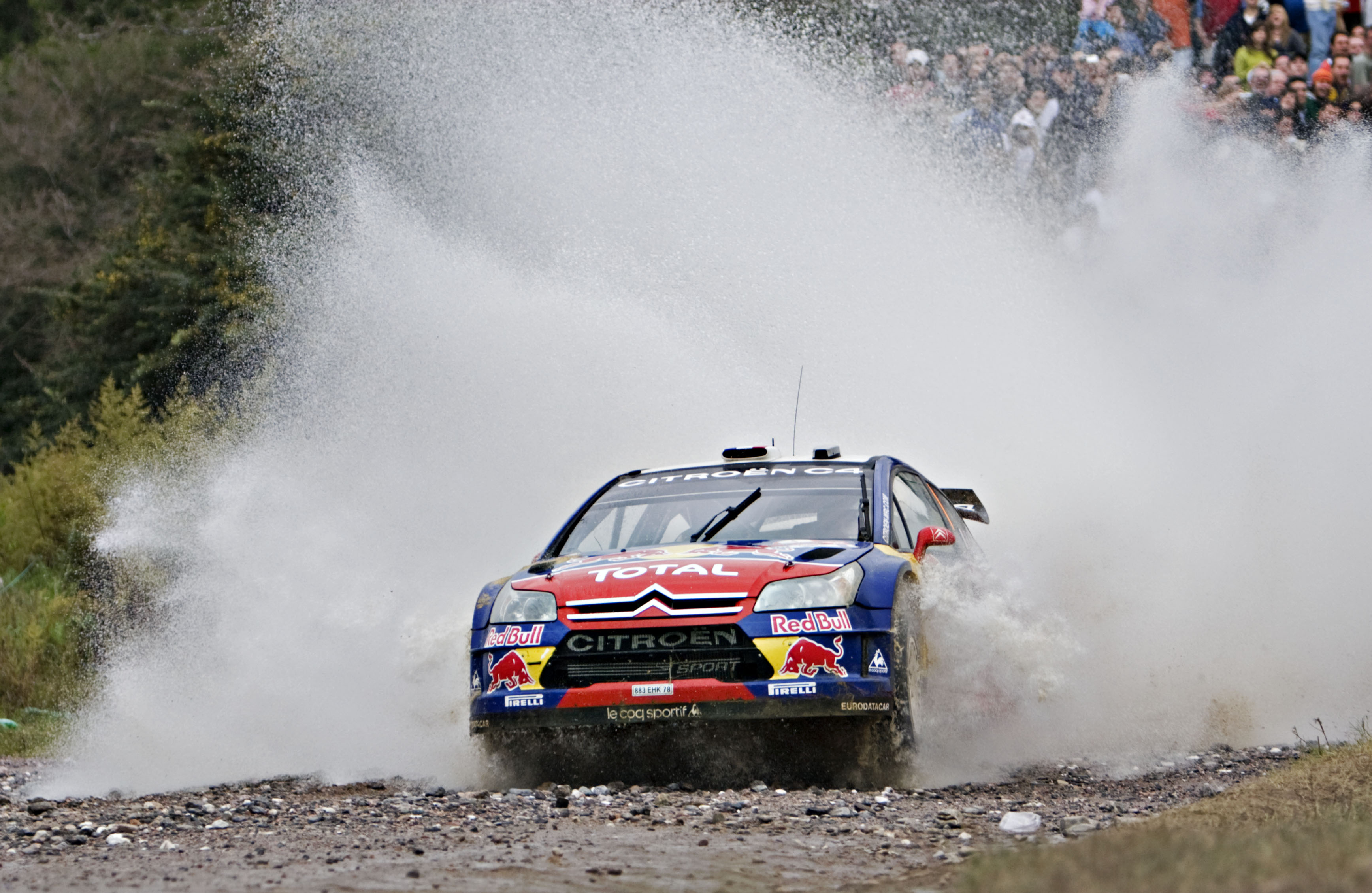
Loeb during the 2008 Rally Argentina
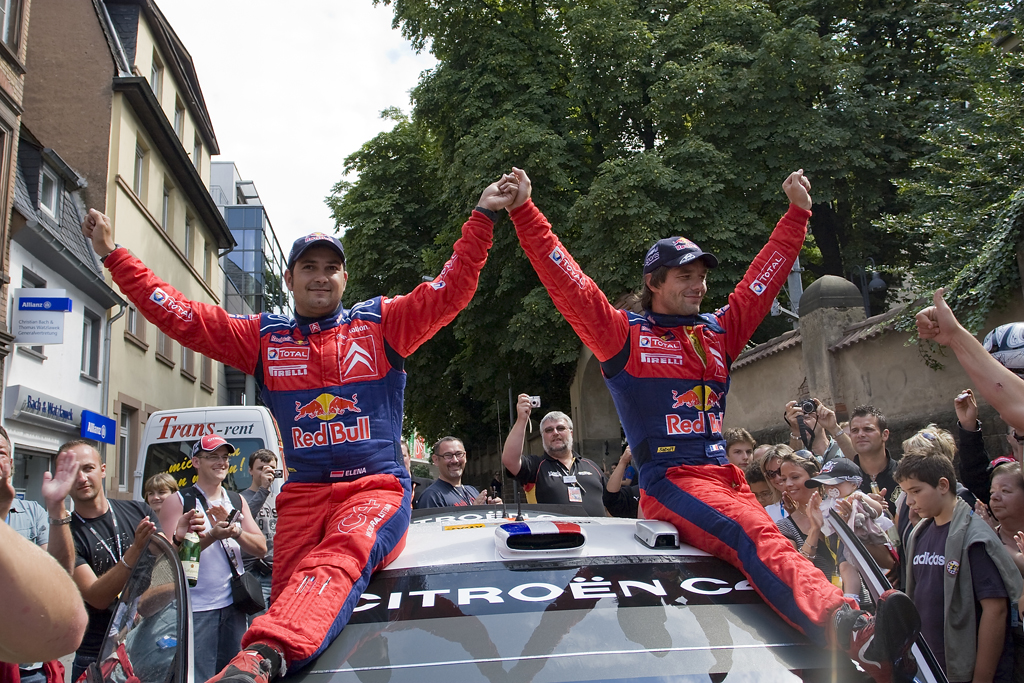
Loeb and co-driver Elena in 2008